# Wilma Immobilien
Die Wilma Immobilien GmbH (Eigenschreibweise WILMA) ist die Muttergesellschaft einer Unternehmensgruppe, die Wohnprojekte in den Regionen Nordrhein-Westfalen, Hessen und Rheinland-Pfalz, Baden-Württemberg, Bayern und Berlin-Brandenburg entwickelt und realisiert. Die Gruppe hat ihren Hauptsitz in Ratingen und betreibt Standorte in Frankfurt am Main, Stuttgart, München und Berlin.

## Geschichte

### Gründung und Nachkriegszeit
Im Jahr 1939 gründeten die beiden Niederländer Willemsen und Maas das Bauunternehmen Wilma in Weert (Niederlande). Ihr erstes Projekt war 1952 die Teilrenovierung einer Schule in Weert. Nach dem Zweiten Weltkrieg konzentrierte sich das Unternehmen auf die Renovierung und den Neubau von Bauernhöfen, um die Versorgung der Bevölkerung zu gewährleisten. Anschließend folgten mehrere Wohnungsbauprojekte, so auch das Projekt „Nazareth“ 1952 in Maastricht, das Teil des Marshallplans war und 860 Wohneinheiten inklusive Infrastruktur umfasste. Bis Mitte der 50er Jahre entwickelte Wilma sich zu einer der größten regionalen Baugesellschaften und realisierte große Aufträge, wie z. B. das Projekt Caberg 1963 in Maastricht mit 1.000 Wohneinheiten, einer Schule und einem Supermarkt.

### Expansion und Tätigkeit in Deutschland
Im Jahr 1967 trennten sich die Familien Willemsen und Maas. Familie Maas führte das Unternehmen alleine weiter und begann mit der Expansion. Es wurden mehrere Firmen hinzugekauft und die Entwicklungssparte für Wohn- und Gewerbeprojekte ausgebaut. Seit 1977 ist Wilma in Deutschland tätig. 1978 gründete Wilma in Ratingen bei Düsseldorf ihr erstes deutsches Tochterunternehmen, die Wilma Immobiliengesellschaft mbH, und baute hierfür ihr erstes Bürogebäude. Außerdem internationalisierte sich das Unternehmen zunehmend; 1978 entwickelte Wilma Projekte in den USA, Frankreich und Belgien.
Mit zwei Büros in Berlin (ab 1985) und Leipzig (nach der Wende ab 1989) baute das Unternehmen seine Geschäftsaktivitäten in den neuen Bundesländern aus. Im Jahr 1987 baute Wilma das Einkaufszentrum Sophienhof in der Kieler Innenstadt sowie 1991 das Bürogebäude „Quattrium“ in Ratingen und die Einkaufspassage „Wandelhalle“ im Hamburger Hauptbahnhof. 1995 errichtete das Unternehmen in seinem Ursprungsland das von dem amerikanischen Architekten Richard Meier entworfene Rathaus der Stadt Den Haag mit Bibliothek und Stadtarchiv. 1996 wurde die Wilma Immobiliengesellschaft mbH in eine Aktiengesellschaft umgewandelt und firmierte fortan als Wilma Immobilien AG. 1998 wurde Wilma Niederlande an NBM-Amstelland verkauft und der Börsengang eingeleitet. Die deutsche Wilma Immobilien AG führte ihre Geschäfte in Deutschland als selbstständiges Unternehmen fort.
Ab 2000 wurde die Sparte Bauaktivitäten kontinuierlich abgebaut und Wilma konzentrierte sich fortan auf Projektentwicklungen im Wohnbereich. 2017 wurde die Wilma Immobilien-Aktiengesellschaft erneut formwechselnd umgewandelt und firmiert seitdem als Wilma Immobilien GmbH.

## Unternehmensstruktur
Die Muttergesellschaft der Wilma-Gruppe ist die Wilma Immobilien GmbH mit Sitz in Ratingen. Im Jahr 2021 erwirtschaftete die Unternehmensgruppe ein Umsatzvolumen von 250,2 Mio. Euro und beschäftigte 176 Mitarbeiter.
Neben ihrem Sitz in Ratingen betreibt die Gruppe weitere Standorte in Frankfurt, Stuttgart, München und Berlin. Das Unternehmen ist in den Regionen Nordrhein-Westfalen, Hessen, Rheinland-Pfalz, Baden-Württemberg, Bayern und Berlin-Brandenburg tätig. Wilma Immobilien hat 33 Tochterunternehmen.

## Produkte
Die Wilma-Gruppe entwickelt und realisiert als Bauträger Wohnimmobilien und übernimmt dabei alle Aufgaben von der Grundstücksentwicklung bis hin zum Verkauf der fertiggestellten Wohneinheiten an Privatpersonen und institutionelle Anleger. Das Unternehmen akquiriert Grundstücke, entwickelt Baukonzepte in Abstimmung mit den Kommunen und übernimmt das Baumanagement. Die Bauausführung erfolgt durch die Beauftragung von Nachunternehmern.
Wilma bietet dabei insbesondere folgende Immobilien an:
- Einfamilienhäuser (als freistehende Einheiten, Doppelhaushälften und Reihenhäuser)
- Geschosswohnungsbau inklusive öffentlich geförderter Wohnungsbau
- Mixed-Use-Immobilien
- Stadtvillen

Die Wohnquartiere der Wilma Immobilien beinhalten regelmäßig auch Gemeinbedarfsflächen wie Wohngruppen, Kindertagesstätten, Einzelhandel wie Nahversorger oder andere Einzelhandelsflächen, Mobilitätsstationen, Spielplätze und Quartiersplätze.

### Große Projekte
- 1987: Einkaufszentrum Sophienhof in der Kieler Innenstadt[7][11]
- 1990: Büro- und Geschäftshaus „Spitalerhof“ in Hamburg[6]
- 1991: Bürogebäude „Quattrium“ in Ratingen[12]
- 1991: Einkaufspassage „Wandelhalle“ im Hamburger Hauptbahnhof[7]
- 1995: Rathaus in Den Haag mit Bibliothek und Stadtarchiv[5]
- 2006: Wohnviertel „Edwards Gardens“ in Frankfurt auf einer Fläche von 17.000 m² mit 243 Häusern und Wohnungen[22]
- 2009: Wohnviertel in Metzingen auf einer Fläche von 12.000 m² mit 46 Reihenhäusern, 4 Doppelhaushalten und 4 Bauplätzen für individuelle Einfamilienhäuser[23]
- 2012: Wohnviertel „Himmelgeist“ in Düsseldorf auf einer Fläche von 70.000 m² mit 127 Einfamilienhäusern, 77 Eigentumswohnungen, einem Wohn- und Geschäftshaus mit Lebensmitteldiscounter und einer Kindertagesstätte[24][25]
- 2013: Wohnviertel „Vivente“ in Frankfurt auf einer Fläche von 14.000 m² mit 185 Mietwohnungen in 14 Gebäuden und 45 Eigentumswohnungen in 4 Gebäuden[5]
- 2014: Wohnviertel „Levinpark“ in Leonberg auf einem alten Golfplatz mit 7 Stadtvillen und 58 Eigentumswohnungen und unterirdischem Verkehr[26]
- 2016: Wohnhochhaus „Axis“ in Frankfurt[27]
- 2019: Wohnpark „Emscherquelle“ – Konversion einer ehemaligen Kasernenfläche in Holzwickede[28]
- 2020: Wohnquartier „Feel good“ im Pionier Park in Hanau mit 185 Einfamilienhäusern[29]
- 2020: Wohn- und Geschäftshaus „Westspitze“ mit Wohnen, Gewerbe und Einzelhandel auf einem ehemaligen Bahngelände[30]
- 2023: Wohnquartier „Freiraum“ auf einer Fläche von 23.400 m² in Düsseldorf-Bilk mit 51 Stadthäusern, 58 Eigentums- und 160 Mietwohnungen sowie Bürogebäuden und 4-zügiger Kindertagesstätte[31]